# TT332
La tombe thébaine TT 332 est située à Dra Abou el-Naga, dans la nécropole thébaine, sur la rive ouest du Nil, face à Louxor en Égypte.
C'est la sépulture de Penrênoutet, chef de la surveillance du grenier du domaine d'Amon durant la période ramesside.